# لین ز شو

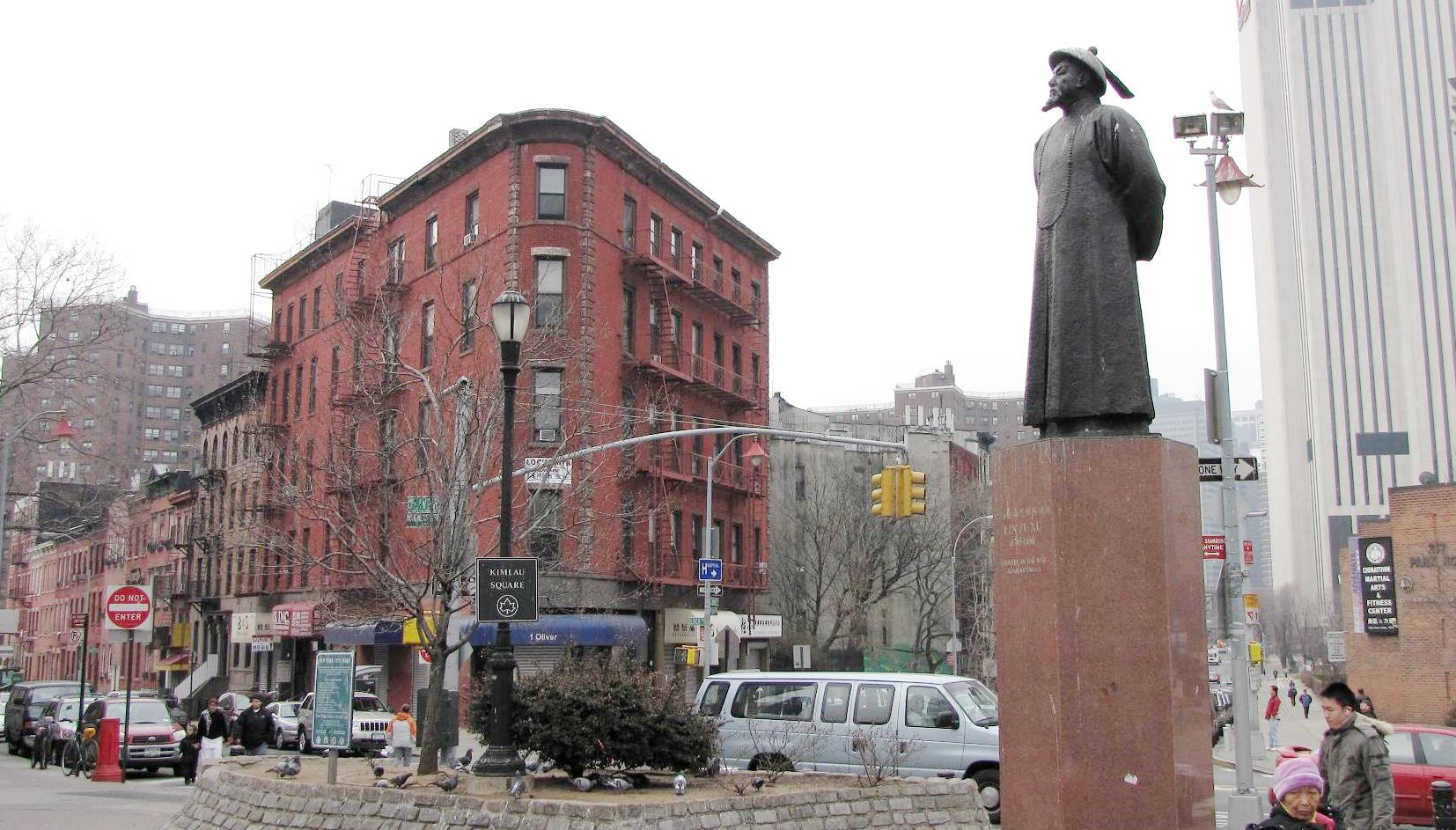
مجسمه لین ز شو در محله چینی‌ها، نیویورک

لین ز شو (به چینی: 林則徐) (زاده ۱۷۸۵ - درگذشته ۱۸۵۰) مامور دولت چین (امپراتوری چینگ) بود که به کانتون فرستاده شد تا محموله‌های موجود تریاک که توسط دولت‌های امریکا و بریتانیا در این بندر به فروش می‌رسید را ضبط کند. او بلافاصله به کانتون (گوانگ ژو فعلی) رفت و تمامی این محمولات را ضبط و در محل آتش زد.

هر چند که در سال ۱۷۲۹ امپراتور یونگ ژنگ مصرف غیر دارویی تریاک را در چین ممنوع کرده بود با این وجود در سال ۱۸۳۰ کشور چین با واردات عظیمی از تریاک مواجه شد. این وضعیت باعث شد تا لین ز شو که از با نفوذان دربار چینگ بود در مقابل این وضعیت ایستادگی کرده و مجوز ممنوعیت ورود تریاک به چین را از امپراتور گرفته و خود مامور اجرای آن شود.

لین ز شو در سال ۱۸۵۰ در حالی که برای سرکوب شورش تایپینگ فرستاده شده بود درگذشت. او در حال حاضر یک قهرمان ملی برای چینی‌ها و نماد مبارزه با امپریالیسم در چین می‌باشد.